# Erythrodiplax chromoptera
Erythrodiplax chromoptera ist eine Libellenart aus der Unterfamilie Sympetrinae. Das Weibchen wurde 1942 durch Borror in seiner Revision der Gattung beschrieben und in die Basalis-Gruppe eingeordnet. Bis heute ist das Männchen unbekannt. Die Art kommt von Rio de Janeiro südwärts bis kurz vor die uruguayische Grenze vor.

## Merkmale
Der bei den Weibchen zwischen 19,0 und 20,0 Millimeter lange, schlanke Hinterleib (Abdomen) ist gelbbraun. Über alle Segmente erstreckt sich dabei ein auf beiden Seiten zu findendes Band. Auf den ersten drei Segmenten ist es dunkelbraun, später dann bräunlich schwarz. Der laterale Kiel ist schwarz. Der Thorax ist auf den Seiten gelblich grün; auf der Unterseite gelb. Die Oberseite ist grünlich braun. Bis auf die Hüfte (Coxa), den Schenkelring (Trochanter) und die Hinterseite der Schenkel (Femora), welche gelb sind, sind die Beine schwarz. Auf den Femora des letzten Beinpaares finden sich 14 bis 18 Stacheln die mit wachsendem Abstand zum Körper kürzer werden. Der Kopf der Libelle ist hinten rotbraun und auf der Vorderseite braungelb. Die Flügel sind durchsichtig, besitzen aber einen großen Fleck an der Basis, der sich bis zum Nodus ausbreitet. Dieser Fleck inspirierte Borror auch bei der Namensgebung. Das um die 3,0 bis 3,4 Millimeter große Flügelmal (Pterostigma) ist gelbbraun. Die Länge der Hinterflügel misst zwischen 21,5 und 23,0 Millimeter.

## Ähnliche Arten
Erythrodiplax chromoptera ähnelt Erythrodiplax solimaea, bei der allerdings die Flügelflecken in beiden Flügeln ungefähr gleich dunkel sind. Bei E. chromoptera hingegen ist der Fleck im Vorderflügel deutlich heller. Auch besitzt E. solimaea auf dem Hinterleib keinen durchgehenden seitlichen Streifen.